# Lovdarita
La lovdarita és un mineral de la classe dels silicats que pertany al grup de la zeolita. Va ser anomenada així a partir del rus dar Lovozera, que significa "un regal del Lovozero", on es troba la seva localitat tipus.

## Característiques
La lovdarita és un zeolita de fórmula química K₂Na₆Be₄Si14O36·9H₂O. Cristal·litza en el sistema ortoròmbic. Els seus cristalls són prismàtics, de fins a 2 mm; també es troba de forma radial, fibrosa i massiva compacta porcel·lanosa. La seva duresa a l'escala de Mohs és d'entre 5 i 6.
Segons la classificació de Nickel-Strunz, la lovdarita pertany a «09.GF - Tectosilicats amb H₂O zeolítica; altres zeolites rares» juntament amb els següents minerals: terranovaïta, gottardiïta, gaultita, chiavennita, tschernichita, mutinaïta, tschörtnerita, thornasita i direnzoïta.

## Jaciments
La lovdarita va ser descoberta ala pegmatita Yubileinaya, trobada al Mont Karnasurt (Districte de Lovozero, óblast de Múrmansk, Rússia). També ha estat descrita a Dinamarca, Namíbia i els Estats Units.